# Alasdair Fraser

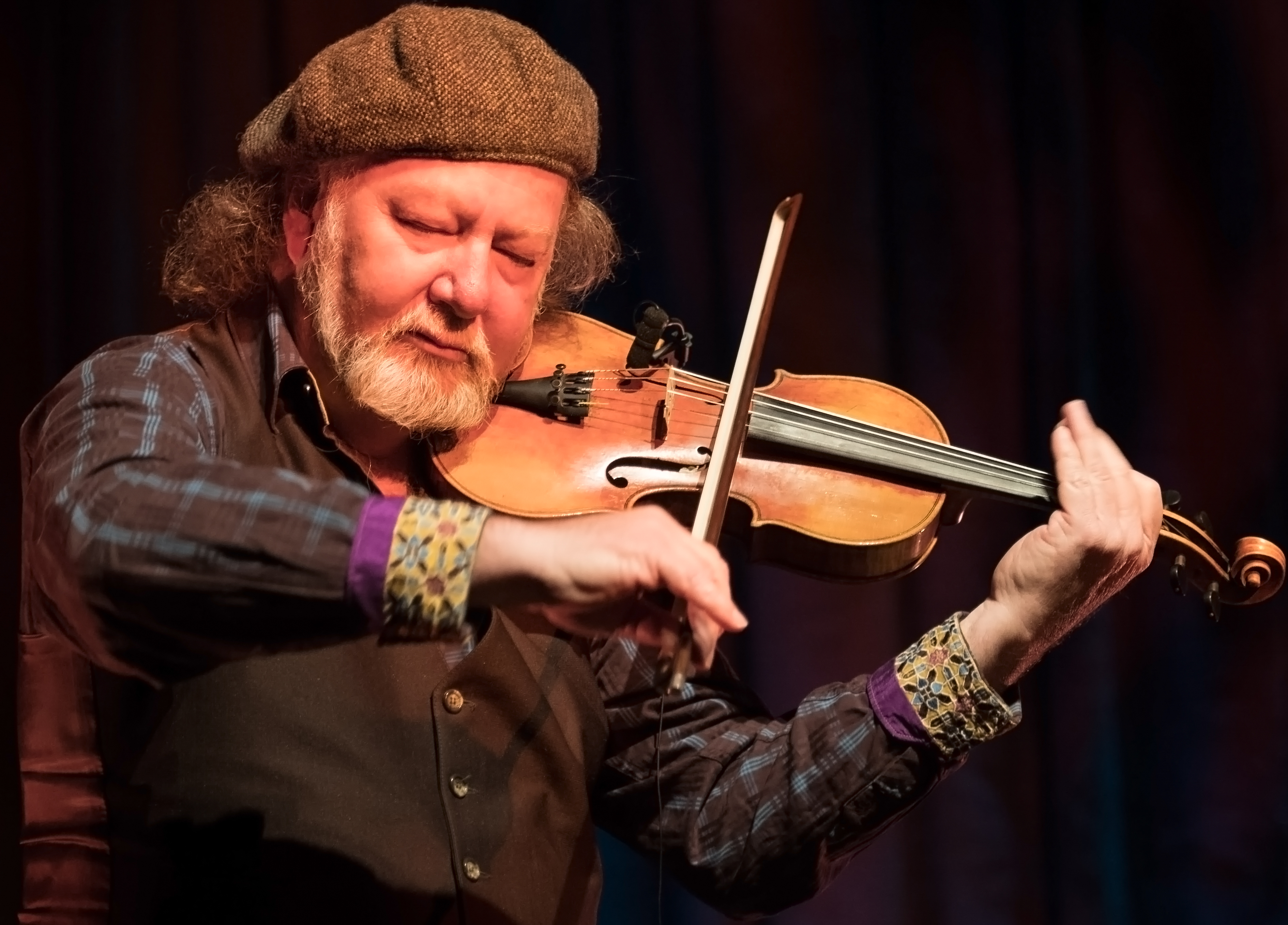
Alasdair Fraser, 2017

Alasdair Fraser (* 14. Mai 1955 in Clackmannan) ist ein schottischer Fiddlespieler.

## Leben und Wirken
Fraser hatte ab dem achten Lebensjahr klassischen Geigenunterricht. In seiner Jugend spielte er in Tanzorchestern und begann Kompositionen von Fiddlespielern wie Niel und Nat Gow, William Marshall und James Scott Skinner zu sammeln. Zweimal gewann er das Scottish National Fiddle Championship. 1981 kam er als Petrophysiker bei British Petroleum nach Kalifornien. Vier Jahre später gab er diese Arbeit auf, um sich ganz der Musik zu widmen.
1982 erschien Frasers Debütalbum bei Brownrigg Records. International tourte er mit seiner Band Skyedance, mit der mehrere Alben entstanden. Weiterhin trat er mit dem Pianisten Paul Machlis und dem Gitarristen Tony McManus, mit Gruppen wie The Chieftains und The Waterboys, aber auch mit Itzhak Perlman und dem Los Angeles Master Chorale auf. Er ist ferner auf Alben von Derek Bell, Kepa Junkera, Twila Paris und dem Flötisten Chris Norman zu hören. Zudem spielte er in Soundtracks zu Filmen wie The Last of the Mohicans und Titanic. Seit 2004 bildet er ein Duo mit der Cellistin Natalie Haas. Ihr Album Fire and Grace war als Album des Jahres bei den Scots Trad Music Awards 2004 nominiert. Als Komponist trat Fraser u. a. mit Werken für das Richmond Ballet und das Shiftworks Dance Ensemble und der Fettercairn Suite hervor.
Fraser gründete ab den 1980er Jahren mehrere Unterrichtsprojekte, darunter das Valley of the Moon Fiddlecamp (1984), Fiddlekurse auf der Isle of Skye (ab 1987) und das Sierra Fiddle Camp in Kalifornien. Zudem betreibt er das Label Culburnie Records.

## Diskographie
- Portrait of a Scottish Fiddler, 1982
- Alasdair Fraser & Paul Machlis: Skyedance, 1985
- Alasdair Fraser & Paul Machlis: The Road North, 1987
- Alasdair Fraser & Jody Stecher; The Driven Bow, 1989
- Dawn Dance, 1996 (National Association of Independent Record Distributors (NAIRD) Indie Award: „Best Celtic album of the year“)
- Skyedance: Way Out to Hope Street, 1997, mit Eric Rigler, Chris Norman, Paul Machlis, Mark Linden, Peter Maund
- Alasdair Fraser & Tony McManus: Return to Kintail, 1999
- Skyedance: Labyrinth, 2000
- Alasdair Fraser & Paul Machlis: Legacy of the Scottish Fiddle, Vol 1, mit Natalie Haas, 2002
- Skyedance: Live in Spain, 2002
- Alasdair Fraser, Muriel Johnstone & Natalie Haas: Legacy of the Scottish Fiddle, Vol 2: Tunes from the Life and Land of Robert Burns, 2004
- Alasdair Fraser & Natalie Haas: Fire and Grace, 2004
- Alasdair Fraser & Natalie Haas: In the Moment, 2007
- Alasdair Fraser & Natalie Haas: Highlander’s Farewell, 2011
- Alasdair Fraser & Natalie Haas: Abundance, 2014
- Alasdair Fraser & Natalie Haas: Ports of Call, 2017
- Alasdair Fraser & Natalie Haas: Syzygy, 2021